# 呼子ノ瀬戸
呼子ノ瀬戸（よぶこのせと）は、長崎県西海市にある、西彼杵半島北西岸と寺島の間の海峡。寺島水道（てらしますいどう）ともいう。

## 地理
呼子ノ瀬戸は、西彼杵半島呼子ノ鼻と寺島東岸に挟まれている。最狭部は寺島東端赤埼から赤埼と対になる呼子ノ鼻西岸間で約830m、最高潮流は3.2ノットまたは3.5ノット。
呼子ノ瀬戸一帯は西彼杵半島県立公園に属する。

## 交通
海峡の上を長崎県道52号大島太田和線大島大橋が通り、呼子ノ鼻と寺島を結んでいる。
海峡を航行する定期船は、西海沿岸商船の佐世保-池島（神浦）間航路で南北方向に通過するだけで、海峡の東西を結ぶ航路は無い。